# Mario Haas
Mario Haas, född 16 september 1974 i Graz, Österrike, är en österrikisk före detta fotbollsspelare.